# شیکوتان
شیکوتان (آینو: シコタン) یکی از جزایر مورد بحث در مناقشه جزایر کوریل است.